# ماساکی یاناگیشیتا
ماساکی یاناگیشیتا (انگلیسی: Masaaki Yanagishita؛ زادهٔ ۱ ژانویهٔ ۱۹۶۰) بازیکن فوتبال اهل ژاپن است.
از باشگاه‌هایی که در آن بازی کرده‌است می‌توان به باشگاه فوتبال جوبیلو ایواتا و باشگاه فوتبال آلبیرکس نیگاتا اشاره کرد.
وی همچنین در تیم ملی فوتبال زیر ۲۰ سال ژاپن بازی کرده‌است.